# Heinrich I. (Anhalt)

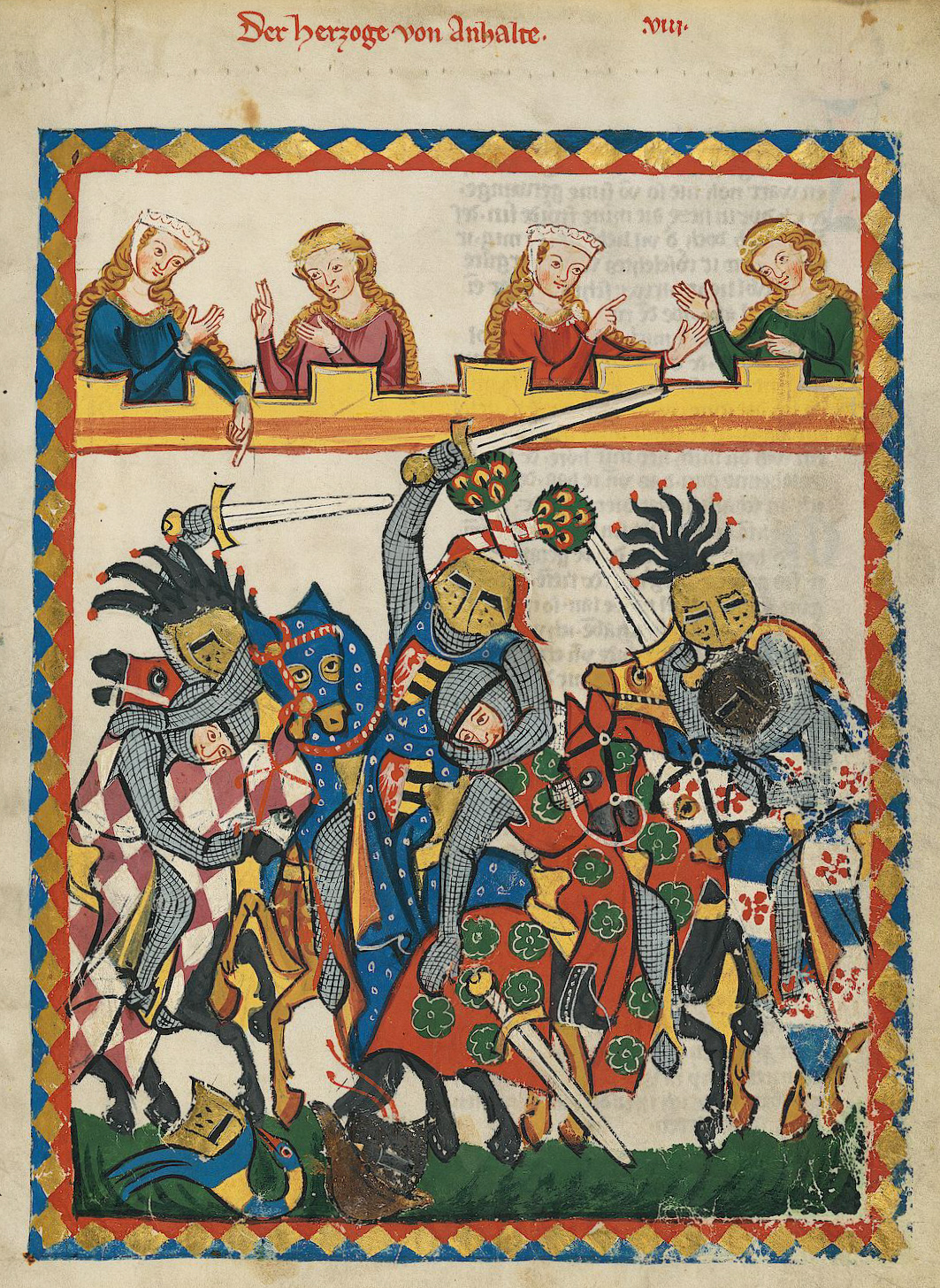
„Der Herzoge von Anhalte“ im Turnier (Codex Manesse, 14. Jh.)

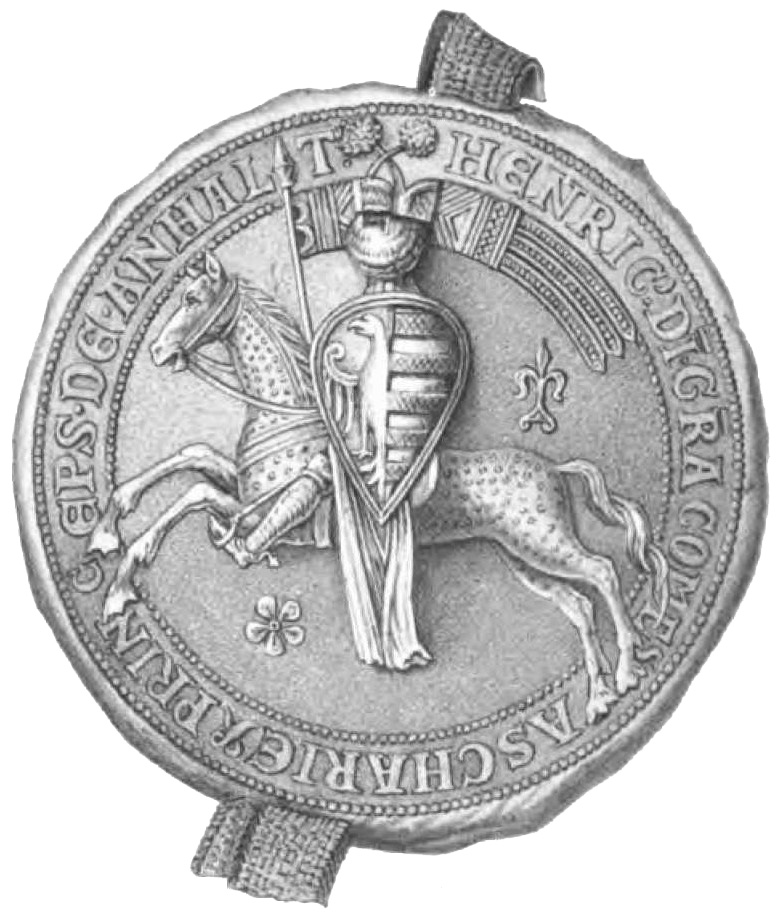
Siegel Heinrichs I. von Anhalt

Heinrich I., Fürst von Anhalt (* um 1170; † 1252) war ein regierender anhaltischer Landesfürst aus dem Geschlecht der Askanier.

## Leben
Nach dem Tode seines Vaters, Herzog Bernhard III. im Jahre 1212 wurde das Land, wie bei den Askaniern üblich, unter den beiden Söhnen des Verstorbenen aufgeteilt: Heinrich übernahm die Grafschaft im späteren Anhalt und Albrecht übernahm das sächsische Gebiet. Ab 1218 war Heinrich wohl in den Fürstenstand erhoben, denn er nahm an den stattfindenden Hoftagen des Staufers Friedrich II. teil und prägte Münzen. Bereits 1215 nannte er sich in einer auf Burg Lopene bei Raguhn ausgestellten Urkunde „Fürst in Anhalt“.
Heinrichs berühmtester Ministerialer war Eike von Repgow (um 1180 bis nach 1233) aus Reppichau, der auf Bitten des Grafen Hoyer von Falkenstein den Sachsenspiegel verfasste und mit Hoyer in o. g. Urkunde von 1215 als Zeuge auftrat.
Als Minnesänger wurde Heinrich I. Anfang des 14. Jahrhunderts (irrtümlich als „Herzog“) in die Heidelberger Manessische Liederhandschrift aufgenommen, die zwei seiner Minnelieder (Ich wil den winter enpfahen mit gesange, Sta bi la mich den wint an weien) mit insgesamt fünf Strophen enthält, darunter die folgende, übersetzt ins Neuhochdeutsche:
Ich will den Winter grüßen mit Gesange,
ob stille schweigen die Vögelein.
Nicht soll doch unter seinem Zwange
der Minne Freude mir verbittert sein.

## Ehe und Nachkommen
Heinrich I. war verheiratet mit Irmgard (* um 1197, † um 1244), einer Tochter des Landgrafen Hermann I. von Thüringen und der bayerischen Herzogstochter Sophia.
Der Ehe entstammten folgende Kinder:
- Heinrich II. (* 1215, † nach dem 12. Juni 1266), genannt „der Fette“, Begründer der Ascherslebener Linie,
- Jutta von Anhalt († nach dem 14. Mai 1277), verheiratet am 10. März 1233 mit Nikolaus I. von Werle,
- Sophie († am 23. November 1272), verheiratet 1232 mit Otto VII. Herzog von Meranien, später mit Siegfried Graf von Regenstein, zuletzt mit Otto I. Graf von Hadmersleben
- Bernhard I. (* 1218, † 1287) – Begründer der Bernburger Linie
- Albrecht († um 1245), Franziskaner
- Hermann († 1289), Dompropst von Halberstadt
- Magnus († nach dem 18. Juni 1264), Dompropst von Lebus
- Otto († nach dem 19. Juli 1246), Domherr zu Magdeburg,
- Siegfried I. (* um 1230, † nach dem 25. März 1298), Begründer der Köthener Linie
- Hedwig († 21. Dezember 1259), verheiratet 1242 mit Herzog Boleslaw II. von Schlesien
- Gertrud († 1275), Äbtissin von Gernrode (1260-1275)